# László Sajó
László Sajó-Bohus (Pronunciación en húngaro: /ʃɒjo bohuʃ laːsloː/), (Miskolc, Hungría; 23 de mayo de 1947) es un físico húngaro-venezolano. Ha contribuido al desarrollo de un método de medición directa de la barrera de Schottky (le valió un reconocimiento por su desarrollo)[¿cuál?] utilizando un detector superficial de silicio construido por él; esta experiencia le ha permitido participar en la construcción del detector o barril central de la estación de ALICE del CERN.  En campo teórico contribuyó a la formulación de la teoría de formación de las trazas nucleares a partir de primeros principios. Las mediciones de los niveles de radiactividad ambiental le han permitido que realizara con sus colaboradores el primer mapa radiológico de Venezuela. Recientemente estudió con sus colegas y estudiantes diferentes configuraciones de reactores con sal fundida de torio-uranio alimentado con una fuente externa de neutrones (reactores guiados por aceleradores).
Es un investigador y profesor de física nuclear que ha desempeñado más de 40 años en la Universidad Simón Bolívar (USB), a su vez creó la Sección de Física Nuclear de la USB y ha dedicado parte de su tiempo en realizar cursos de física básica y avanzada. Entre sus distinciones ha recibido el Premio Andrés Bello y el de Profesor Visitante de la Universidad Eötvös Loránd de Budapest, obtuvo una Distinción especial de la Universidad Francisco de Paula Santander de Colombia y más reciente, elegido Miembro Correspondiente por el Estado Vargas de la Academia Nacional de Ingeniería y el Hábitat y obtuvo el título de profesor emérito de la USB en 2015. En octubre de 2019 recibe la Orden de Mérito Cruz de Caballero de la República de Hungría.

## Biografía
Desde su nacimiento vivió en Hungría, y hasta los nueve años vivió en Budapest. László Sajó; a 10 años de edad, junto con sus familiares, emigraron de la República Popular de Hungría durante los acontecimientos de la revolución húngara de 1956; una manifestación popular en contra la opresión comunista. Emprendieron la huida a Viena en 1957, a su vez, ese mismo año la embajada de Venezuela les autorizó la entrada. La familia llegó a Venezuela el 22 de mayo de 1957 dentro del programa de inmigración selectiva establecida en aquel entonces por el gobierno de Marcos Pérez Jiménez. 
Posterior a ello, Sajó-Bohus realizó sus estudios universitarios y doctorales sobre física nuclear en Europa, donde se graduó de doctor en física (Applied Nuclear Science) en la Universidad de Birmingham. En 1975 regresa a Venezuela y se desempeña como profesor en la Universidad Simón Bolívar, crea la Sección de Física Nuclear y el más reciente, el Repositorio de Desechos Radiactivos.

### Estudios profesionales
En sus estudios se destaca una larga etapa profesional comenzando por el título de técnico entrenado en energía atómica en el Instituto técnico para la Industria G. Feltrinelli Milano, en Italia. En la Universidad de Milán obtiene el título de doctor en ciencias físicas, en la misma universidad le otorgan el título de entrenado en física atómica y nuclear y por último, el título de doctor en física (ciencia aplicada nuclear) en la Universidad de Birmingham en Inglaterra.

## Distinciones académicas y premios
- Tenencia Mayor del Departamento de Física, Universidad Simón Bolívar.
- Investigador Honorario de la Universidad de Birmingham
- Miembro ordinario de la sala común mayor de la Universidad de Birmingham.
- Miembro de la vida de la Universidad de Birmingham.
- Vicepresidente de la Sociedad Nuclear de Venezuela 1980.
- Distinción Especial de la Universidad Francisco de Paula Santander.
- Premio Andrés Bello de la Universidad Simón Bolívar.
- Miembro de la Sociedad venezolana de Física Médica, 1996.
- Premio de Primera Clase de la Orden de 18 de julio, Universidad Simón Bolívar.
- Miembro de la Sociedad Física Eötvös, Budapest, Hungría, 1997.
- Miembro de la Sociedad Venezolana de Física .
- Miembro del Programa de Estímulo a la Innovación e Investigación (ONCT-PEII).
- Miembro de Sociedad estadounidense para Ensayos y Materiales ASTM, Estados Unidos, 1997.
- Premio de la Comisión Nacional del Mérito de Venezuela Profesor Meritorio Nivel I, 1998-2002.
- Profesor emérito de la Universidad Simón Bolívar, 2015.[2][1]
- Miembro correspondiente del estado Vargas de la Academia Nacional de Ingeniería y Hábitat de Venezuela, 2014.
- Orden de Mérito Cruz de Caballero de la República de Hungría, octubre de 2019.[2]

## Publicaciones destacadas
- Distribution of Gamma Emitter Radionuclides in Coastal Sediments near Venezuelan Atlantic Front J. Alfonso, D. Palacios, L. Sajó Bohus, J. Castillo, J. Bermúdez Book of Abstracts IAEA-CN-103/090P, 110, 2003
- Gamma Radioactivity in Sediments of Maracaibo Lake, Venezuela T. Viloria, L. Sajó Bohus, D. Palacios, J. Castillo, J. Bermúdez Book of Abstracts IAEA-CN-103/093P, 111, 2003
- Walter, M. M. Barreiro, E. D. Greaves, L. Sajó-Bohus W. González New multichannel analyzer Virtual Instruments in Labview environment Accepted in NIM KNO 4566 2004
- Palfalvi, J.K, Akatov, Yu, Szabo, J, Sajó-BohusL, Eordogh, I, 2004 Detection of Primary and Secondary Cosmic Ray Particles Aboard the ISS using SSNTD Stacks. Radiat. Prot. Dos. 2005
- Sajó Bohus L, Ma. M Mackowiak de Antczak, E. D. Greaves, A. Antczak, Bermúdez J, Zs. Kasztovszky, T.Poirier and A. Simonits Incipient Archaeometry in Venezuela: Provenance Study of Pre-Hispanic Pottery Figurines Accepted J.Radioanal. and Nucl. Chemisty 2005